# Театральні прем'єри (2006)
У статті в хронологічному порядку наведено перелік прем'єр українського театру, які припадають на 2006 рік.

## Каталог прем'єр
- (???) «Труфальдино із Бергамо» за Карлом Ґольдоні на музику Івана Небесного (реж. В'ячеслав Жила, Тернопільський академічний обласний драматичний театр імені Т. Г. Шевченка)[1]